# The Village Lanterne
The Village Lanterne è il quinto album in studio dei Blackmore's Night.

## Tracce
1. 25 Years - 4:58
2. The Village Lanterne - 5:14
3. I Guess It Doesn't Matter Anymore - 4:50
4. The Messenger - 2:55
5. World of Stone - 4:26 (tradizionale arrangiata da Ritchie Blackmore)
6. Faerie Queen/Faerie Dance - 4:57
7. St. Teresa - 4:24 (cover di Joan Osborne)
8. Village Dance - 1:58
9. Mond Tanz/Child in Time - 6:12 (Mond Tanz viene dall'album Shadow of the Moon, mentre Child in Time è una cover dei Deep Purple)
10. Streets of London - 3:48 (cover di Ralph McTell)
11. Just Call My Name (I'll Be There) – 4:49
12. Olde Mill Inn - 3:21
13. Windmills - 3:27
14. Street of Dreams - 4:31 (cover dei Rainbow)

Tracce bonus
1. Call It Love
2. Street of Dreams (con ospite Joe Lynn Turner alla voce)
3. Once in a Garden (solo nella versione giapponese)